# Cymbulia sibogae
Cymbulia sibogae is een slakkensoort uit de familie van de Cymbuliidae. De wetenschappelijke naam van de soort is voor het eerst geldig gepubliceerd in 1903 door Tesch.